# Белозёров, Антон
Антон Козлов (псевдоним Белозёров) (род. 29 мая 1971) — российский писатель-фантаст, автор цикла «Путь Бога» и других книг в жанре фантастики и фэнтези.
Автор романов «Ступени пирамиды», «Империя Повелителей», «Тотальное вторжение», «Прирождённые разведчики», «Последнее Воплощение» из цикла «Путь Бога», изданных в издательстве «Альфа-книга», романа «За дверью» (пародия на современную жизнь; роман не дописан, но уже стал культовым в интернете), а также рассказов (или минироманов) «Конан и люди из будущего», «Бегущий За Ветром — 1», «Враг Серебристого Малахая» и др. По настоянию издательства взял псевдоним Белозёров.
Профессиональным писателем Антон себя не считает. В свободное от работы время продолжает неспешно работать, как правило, сразу над несколькими крупными проектами, один из которых носит предварительное название «В мире животных». Новые тексты выкладывает на своём сайте.